# Robert Burakovsky
Robert Ian Burakovsky, född 24 november 1966 i Malmö, är en svensk före detta ishockeyspelare som spelade ishockey i åtta länder.  

## Biografi
Robert Burakovsky inledde sin karriär i Malmö IF. Han flyttade till Leksands IF som han representerade som junior. Han debuterade i Elitserien i ishockey 1985 med Leksand och har även spelat elitseriehockey i AIK hockey och Malmö IF där han 1992 var med och bärgade Malmö IF:s första SM-guld i ishockey. Han flyttade till Nordamerika och spel i NHL med Ottawa Senators säsongen 1993/1994. Han spelade 23 matcher i NHL men fick mest speltid i AHL och laget Prince Edward Island Senators. Efter en säsong i Nordamerika flyttade Burakovsky vidare till Österrike och spelade i Klagenfurt AC en säsong innan han återvände till Sverige och spelade med Malmö. 1997 flyttade han vidare till Tyskland och spelade i tyska ligan, DEL, med Kassel Huskies. 1998 spelade han 25 matcher i finska FM-ligan i ishockey innan han under säsongen 1998/1999 gjorde premiär i den schweiziska ligan och spelade med Säntis och Gottéron. 
Åren 2000 till 2002 spelade Robert Burakovsky i Elitserien för Leksand och Malmö. Inför säsongen 2002/2003 gick han till det danska laget Rødovre Mighty Bulls. Säsongen 2003/2004 spelade han i Merano i Italien innan han återvände till Danmark och spel med AaB. Via Herlev i Danmark återvände han till Sverige och spelade i Division 1 med IK Pantern. Han fortsatte i Division 2 klubben KRIF Hockey.
 Han avslutade karriären med spel i Limhamn HC men gjorde tillfällig come back 2012 för att försöka förstärka IK Pantern inför slutstriden i division 1.

## Klubbar
- Malmö IF -1983, ungdomslag och juniorishockey
- Leksands IF 1983 - 1989 juniorishockey, från 1985 Elitserien
- AIK 1989 - 1991 Elitserien
- Malmö IF 1991 - 1993 Elitserien
- Ottawa Senators 1993 - 1994 NHL
- Prince Edward Island Senators 1993 - 1994 AHL
- Klagenfurter AC 1994 - 1995 Österrike
- Malmö Redhawks 1995 - 1997 Elitserien
- Kassel Huskies 1997 - 1998 DEL
- JYP 1997 - 1998 FML
- Ilves 1997 - 1998 FML
- Säntis 1998 - 1999 Nationalliga B
- Gottéron 1998 - 2000 Nationalliga A
- Leksand 2000 - 2001 Elitserien
- Malmö Redhawks 2001 - 2002 Elitserien
- DEG Merto Stars 2001 - 2002 DEL
- Rødovre Mighty Bulls 2002 - 2004 Danmark
- Merano 2002 - 2004 Italien
- AaB 2004 - 2006 Danmark
- Herlev 2006 - 2007 Danmark
- IK Pantern 2006 - 2008 Division I
- Biel 2007 - 2008 Nationalliga B
- Trelleborg 2008 - 2010 Division 2/Division 3
- KRIF Hockey 2009 - 2011 Division 2
- Limhamn Limeburners 2011-2012 Division 2
- IK Pantern 2012 Division 1

## Meriter
- Vinnare av poängligan i Elitserien 1989/1990
- SM guld 1992
- SM silver 1989
- Silver i finska FM-liga 1998

## Familj
Robert Burakovsky är far till André Burakovsky, som spelar i Seattle Kraken i NHL, och bror till före detta ishockeyspelaren Mikael Burakovsky. Brödraparet Mikael och Robert Burakovsky spelade i samma lag i Malmö, Pantern, Trelleborg, Rødovre, Herning och Aalborg.
Deras far är Benny Burakovsky, mångårig ishockeyledare i Malmö.